# 泉町 (八王子市)
泉町（いずみちょう）は東京都八王子市の地名である。丁番を持たない単独町名であり、住居表示未実施区域。郵便番号は193-0814（八王子西郵便局管区）。

## 地理
八王子市役所の北西部に位置し、北浅川西岸の扇状地にあたる。地内には市営泉町団地・市営泉町南団地・泉町住宅・が整備され、住宅が多く存在する。南西部で北浅川上を中央自動車道が通過する。
北から東にかけて楢原町・清川町、東で中野上町4丁目・元本郷町4丁目、南で横川町・叶谷町、西で四谷町と接する。

### 河川
- 浅川（北浅川）

## 歴史
江戸時代においては下壱分方村（下一分方村とも）の一部であった。福岡部落について『部落問題・水平運動資料集成3巻』に1935年の地区調査票が掲載されており、それによれば戸数は148、人口は787で、大正表、靴工、日稼が主な職業だった。菊池山哉の著書『長吏と特殊部落』によると「農家も多いが、皮革業が盛大である。多摩郡第一の集団地で、百五十戸ばかり、日稼ぎ、行商もあり、宛然一つの町を形成している」という。

### 沿革
- 1889年（明治22年）4月1日 - 町村制施行により、神奈川県南多摩郡下壱分方村が、大楽寺村、上壱分方村、横川村、弐分方村、川村、元八王子村と合併し、元八王子村が成立する。下壱分方村は元八王子村大字下壱分方となる。
- 1955年（昭和30年）4月1日 - 元八王子村が八王子市へ編入。元八王子村大字下壱分方が八王子市大字下壱分方へ移行。
- 1956年（昭和31年）10月1日 - 町名変更により八王子市大字下壱分方の一部が泉町となる。

## 経済
企業
- 日産東京販売八王子松枝橋店

## 世帯数と人口
2017年（平成29年）12月31日現在の世帯数と人口は以下の通りである。
| 町丁 | 世帯数    | 人口    |
| ---- | --------- | ------- |
| 泉町 | 1,536世帯 | 3,229人 |

## 地域

### 施設
- 泉町会館 - 自由民権家の柏木豊次郎邸跡地にある[7]。
- 泉町団地自治会館
- 八王子泉町住宅（東京都住宅供給公社）[5]

宗教
- カトリック八王子教会泉町分教会（カトリック教会）[7][8]
明治時代、キリスト教の布教と自由民権運動に関わっていた山上卓樹と山口重兵衛は横浜から神父を招請し、聖瑪利亜教会（せいまりあきょうかい）を創立した[7]。白山社があったが、取り潰された[6]。「ジェルマン・レジェ・テストウィード#八王子での宣教」も参照。
- 喜願寺（時宗）[5] - 廃寺となり、墓地だけが残る。「喜願寺泉共同墓地」には多くの墓石の上部に十字架が刻まれ、その隣の「霊名」にはカトリック教徒の洗礼名と本名が刻まれている[8]。
- 相即寺（浄土宗）[5]

### 教育
小・中学校の学区
市立小・中学校に通う場合、学区は以下の通りとなる。
| 番地           | 小学校                     | 中学校               |
| -------------- | -------------------------- | -------------------- |
| 1901〜1903番地 | 八王子市立横川小学校       | 八王子市立横川中学校 |
| その他         | 八王子市立元八王子東小学校 | 八王子市立四谷中学校 |

## 交通

### 道路
- 中央自動車道
- 東京都道46号八王子あきる野線（高尾街道）

### 路線バス
- 西東京バス
  - 市01 西八王子駅北口 - 市役所入口元本郷公園東 - 泉町住宅 - 松枝住宅

## 名所・旧跡
- 近代先覚者の碑 - 泉町会館の敷地にある石碑[7]。顕彰碑の上部に「先覚之碑」の文字が大きく刻まれ、その中央部に「近代日本史上劃期的偉業を記念」と記した説明板が嵌め込まれている[8]。「明治の初年維新革命の目的を完成し、永い封建の眞黒い幕を取り除く爲に、日本の先覚者達はこゝ柏木豊次郎氏邸に集うた。板垣退助、石阪昌孝、星亨、村野常右ヱ門、大江卓、森久保作造、景山英子、林副重等々外有名無名の人々、特に村内の先覚者八氏を交えて、自由と平等を基とする人民自らの政權を目指し、廣く教育に文化に宗教に産業に志を一にし、先駆的偉業が発足した近代日本史は、先ず元八王子より輝いた。一九五七年十一月三日撰文先覚者讃碑建設委員會」とある[8]。

## 出身人物
- 山上吉五郎（皮革商、製革業）
- 山上卓樹 - 自由民権や被差別部落解放の運動に身を投じた。
- 山口重兵衛（草履製造、自由民権家、神奈川県会議員）